# DTU Risø Campus
Risø DTU eller Nationallaboratoriet for bæredygtig energi ligger på halvøen Risø ca. 6 km nord for Roskilde og forsker bl.a. i nye energiformer.

## Historie
Under navnet Atomenergikommisionens Forsøgsanlæg Risø blev det oprettet i 1955 som en offentlig forskningsinstitution, der skulle forske i den fredelige udnyttelse af atomenergi.
Akademiet for de Tekniske Videnskaber forestod udvalgsarbejdet, der gik forud for finanslovsbevillingen, og blandt de ledende kræfter var professor Niels Bohr, professor J.C. Jacobsen, professor Torkild Bjerge samt civilingeniør Haldor Topsøe.
Anlæggelsen blev ledet af Atomenergikommissionen med Niels Bohr som formand samt 23 medlemmer fra højere læreanstalter, industri, el-værker og fagbevægelse. Halvøen Risø i Roskilde Fjord er centrum for den store forskningsinstitution, hvor der blev bygget på livet løs indtil indvielsen den 6. juni 1958. I alt har 3 forskningsreaktorer været i brug: DR1 (1957-2001), DR2 (1958-1975) og DR3 (1960-2000) på hhv. 2 kW, 5MW og 10MW. Siden 2003 demonteres de nukleare anlæg af virksomheden Dansk Dekommissionering.
I 1973 var oliekrisen årsag til en politisk debat om udnyttelse af atomkraft, som førte til lukning af Risøs hovedaktivitet nogle år senere. I stedet blev der satset på forskning i alternativ energi, herunder vindmøller. I 1985 blev a-kraften taget helt ud af den danske energiplan. Herefter skiftede institutionen navn til Forskningscenter Risø.
Som en detalje kan det nævnes, at forskningscenteret pga. kernereaktorerne frem til 30. juni 1999 opretholdt eget brandvæsen – Risø Brandvæsen. Roskilde Brandvæsen har siden stået for slukningspligten på centerets områder.
Den 1. januar 2007 fusionerede Forskningscenter Risø med en række andre videnskabs- og forskningscentre, bl.a. med Danmarks Tekniske Universitet, DTU, som nu er ansvarlig for driften. Fusionen resulterede i et navneskift til det nuværende navn.

## Forskningsafdelinger
Centeret er arbejdsplads for over 600 ansatte, de fleste i forskningsafdelingerne. Selve centeret omfatter 262 hektar land. Administrerende direktør er Henrik Bindslev (2007).
Risø er delt op i følgende forskningsafdelinger: Biosystemer, Brændselsceller og Faststofkemi, Materialeforskning, DTU Fotonik, Institut for Fotonik, Strålingsforskning, Systemanalyse og Vindenergi, med egen vindtunnel.
Igangværende projekter inkluderer bl.a.:
- Udvikling af flere typer brændselsceller
- Produktion og lagring af brint til brændselsceller
- Aeroelastisk design af bl.a. vindmøller
- Forskning i nye lasersystemer
- Radioaktiv strålingsbeskyttelse
- Nanomaterialer til brug i bioteknologi og medicin